# Hans Doerfler
Hans Doerfler (* 15. April 1863 in Markt Berolzheim; † 9. Mai 1942 in Weißenburg in Bayern) war ein deutscher Internist, Chirurg und Frauenarzt. Er gilt als Pionier der Chirurgie in Bayern.

## Leben

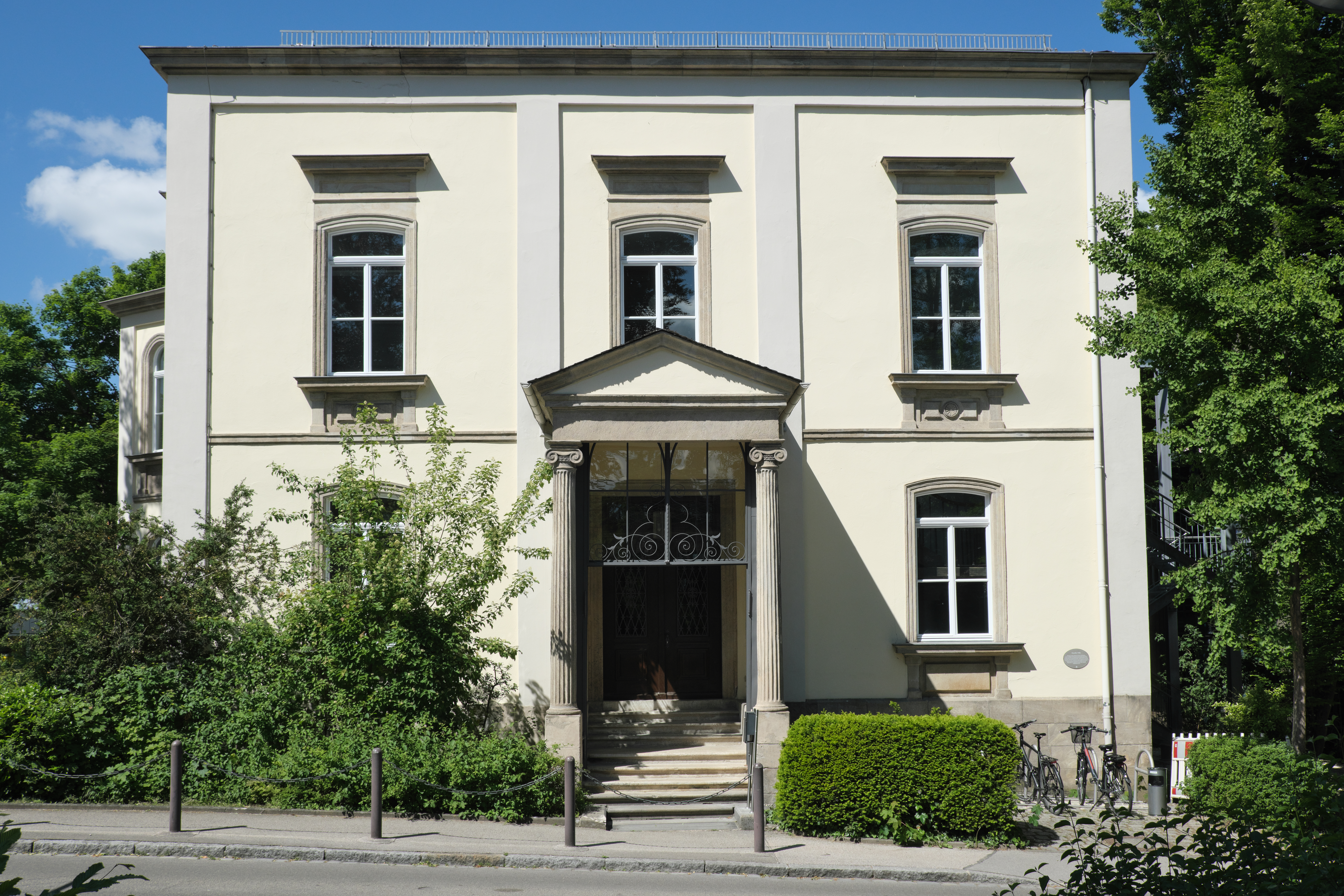
Doerflervilla in Weißenburg

Doerfler wurde 1863 als Sohn des Arztes Karl Doerfler (1834–1886) und der Neuendettelsauer Diakonissin Amalie Doerfler, geb. Gubitz (1836–1917) geboren. 1872 zieht die Familie nach Weißenburg in die ehemalige Troeltsche Fabrik (Am Hof 2), wo der Vater am 26. Oktober eine Arztpraxis eröffnet, ab 1904 wohnt die Familie in die später nach ihnen benannte Doerflervilla.
Hans Doerfler besuchte das Gymnasium Fridericianum in Erlangen. Nach dem Abitur 1880 studiert er Medizin an der Friedrich-Alexander-Universität. Wie sein Vater und sein Bruder Theodor Doerfler, wurde er während seines Studiums in Erlangen im Winter-Semester 1880/81 Mitglied der Burschenschaft der Bubenreuther. Im Anschluss an sein Staatsexamen promoviert er 1885 in München bei Heinrich Helferich. Nach dem Tod seines Vaters übernimmt er 1886 dessen Praxis in Weißenburg. Am 6. August 1887 heiratet er Emmi List (1866–1953). Doerfler ist ab 1896 Chefarzt des Städtischen Krankenhauses. Ab 1922 ist er Geheimer Sanitätsrat. Er wurde 1928 zum Ehrenbürger von Weißenburg erklärt. Das Horst-Wessel-Lied bezeichnet der Geheimrat und Chefarzt um Ostern 1933 als „verfluchtes Lied“. Bis 1933 war er Vorstandsmitglied des Geschäftsausschusses des Deutschen Ärztevereinsbundes und 1934 Erster Vorsitzender des Deutschen Vereins für ärztliche Mission. Nach ihm wurde die Doerflervilla benannt. Er verfasste als regelmäßiger Mitarbeiter Beiträge für die Münchener medizinische Wochenschrift. Einer seiner Nachfahren ist Walter Doerfler, ein Genetiker und Virologe.

## Veröffentlichungen (Auswahl)
- Für die Praxis. Erprobtes aus den Gebieten der inneren, chirurgischen und gynäkologischen Medizin. J. F. Lehmanns Verlag, München 1934.